# Gömda land
Gömda land är en diktsamling av Karin Boye, utgiven 1924.
Gömda land var författarens andra diktsamling efter debuten Moln (1922). Den innehåller bland annat dikterna Vandraren ("Säg mig, dis från Kunskapsbrunnarna"), Önskan ("Ack låt mig leva riktigt och riktigt dö en gång...") och Sköldmön ("Jag drömde om svärd i natt. Jag drömde om strid i natt...").